# Vernířovice (Žacléř)
Vernířovice (německy Wernsdorf) je samota, základní sídelní jednotka a katastrální území města Žacléř v okrese Trutnov. Tato zaniklá vesnice se nachází jeden a půl kilometru na jihozápad od Žacléře a patří do části obce Prkenný Důl.

## Geografie
Vernířovice se nachází v Rýchorách na východním úbočí hřebene Kámen (Steinhübel) nad údolím Sněžného potoka (Quinte, též Weiseltbach). Severně se tyčí Žacléřský hřbet s vrchem Horní les (Oberbusch, 819 m n. m.), na jihu kóta Vrchy (Reissenhöhe, 720 m n. m.) a hřeben Březová hora (Birkenberg), na jihozápadě Sklenářovický vrch (921 m n. m.), západně Dvorský les (Hofelbusch, 1035 m n. m.).
Sousední sídla byly Vizov (Quintenthal) a Bobr na severu, Žacléř na severovýchodě, Prkenný Důl (Brettgrund) na východě, Malý Křenov (Klein Krinsdorf) a Zlatá Olešnice na jihovýchodě, Babí na jihu, Bystřice (Klinge) a Antonínovo Údolí (Thalseifen) na jihozápadě, Sklenářovice (Glasendorf) a Rýchorský Dvůr (Rehornvorwerk) na západě a Sněžné domky (Weiselthäuser) a Rýchory (Rehorn) na severozápadě. Z Prkenného Dolu vedla do Vernířovic strmá silnice.

## Historie
Vesnice byla pravděpodobně založena v první polovině 16. století a pojmenována po lokátorovi jménem Werner. První písemná zmínka pochází z roku 1541 pod názvem Wernirzowitzcze. Další historické formy jména jsou Wermirzowicze (1553) a Wernerßdorf (1654). V období po třicetileté válce se ustálil německý název. V roce 1790 je obec čítající 17 domů označována jaké Alt-Wernsdorf.
V roce 1833 se obec Wernsdorf případně Wernersdorf, ležící v Hradeckém kraji, skládala z 22 domů, v nichž žilo 120 německy mluvících obyvatel. V obci byla škola. Obyvatelé žili z pastevectví a ručního tkalcovství. Vernířovice patřily pod farnost Žacléř a až do poloviny 19. století byly součástí trutnovského panství.

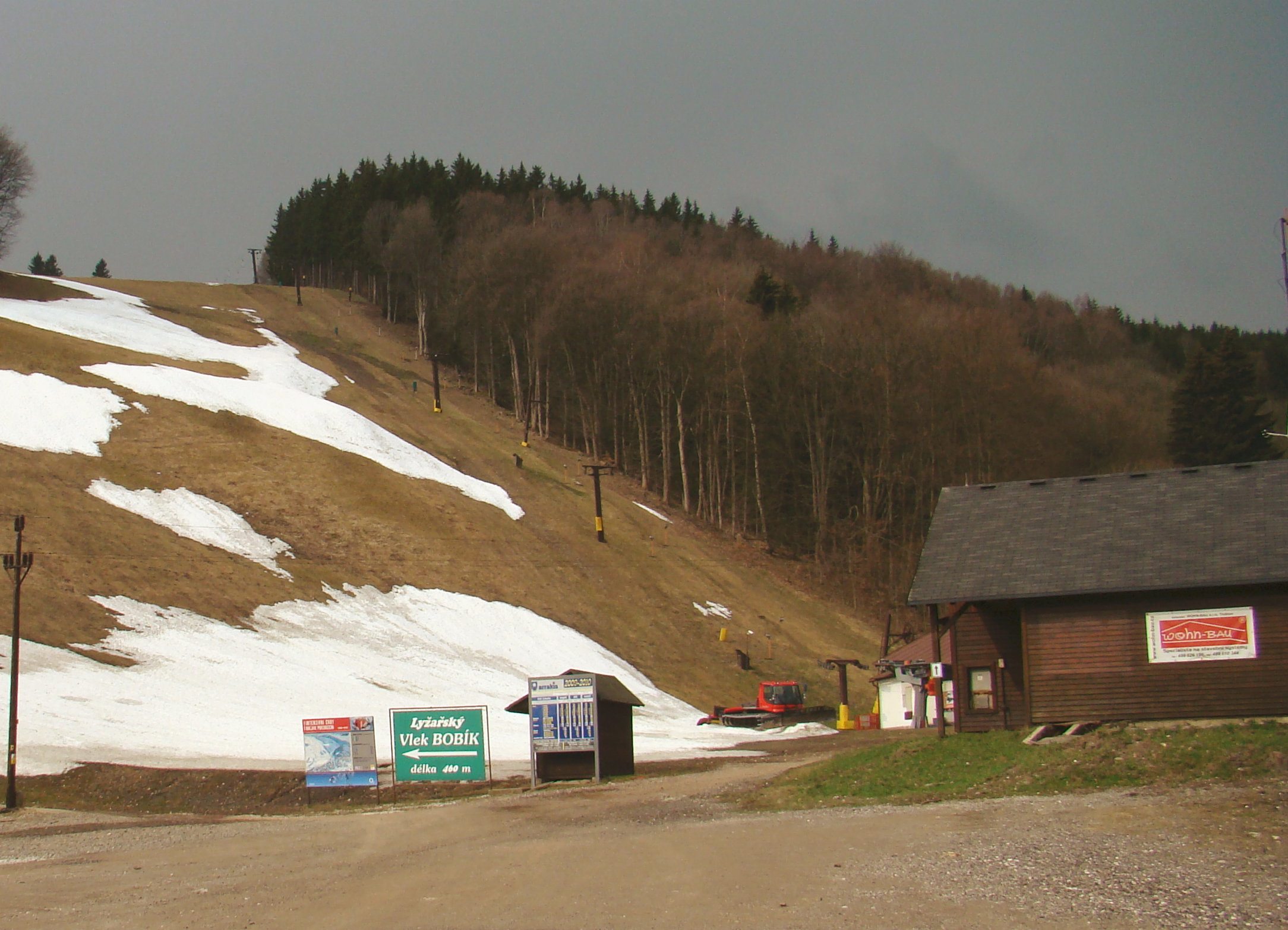
V okolí míst, kde stávaly Vernířovice, se nacházejí lyžařské vleky žacléřského skiareálu

Po zrušení poddanství se Vernířovice (Wernsdorf) roku 1849 staly součástí obce Prkenný Důl v soudním okrese Žacléř. V roce 1868 byla vesnice přičleněna do okresu Trutnov. V roce 1900 zde žilo v 19 domech 65 lidí. V roce 1911 tu stálo 20 domů, v domě čp. 6 Siegmund Reicho provozoval hostinec a obchod se smíšeným zbožím. Roku 1920 byl oficiálně zaveden český název Vernířovice. V roce 1929 žilo v 15 domech vesnice 67 obyvatel. Mezi lety 1937 a 1938 byly jižně a západně od Vernířovic, mezi Vrchy, Březovou horou a Dvorským lesem vybudovány objekty československého pohraničního opevnění v linii navazující na nedalekou tvrz Stachelberg. Po Mnichovské dohodě byl Wernsdorf přičleněn k německé Říši a patřil až do roku 1945 k zemskému okresu Trautenau. Po skončení druhé světové války se Vernířovice staly opět součástí Československa. Následovalo vyhnání německých obyvatel. Osídlování vzdálené vesnice Čechy z vnitrozemí nebylo úspěšné. V roce 1950 byly Vernířovice spolu s Prkenným Dolem přičleněny k Žacléři. Roku 1960 Vernířovice ztratily status osady. Chátrající domy byly v roce 1960 zbořeny. Z vesnice od té doby zůstávaly plevelem zarostlé ruiny a zarostlé ovocné sady.
Po sametové revoluci v roce 1989 byl na starých základových zdech znovu postaven jeden obytný dům. V dolní části později postavil nizozemský investor čtyři nové rekreační objekty. Horské úbočí na sever od Vernířovic je nyní v zimních měsících využíváno jako lyžařské středisko Prkenný Důl se třemi lyžařskými vleky.

## Pamětihodnosti
- Weberův kříž, postavený v roce 1897 Josefem a Franziskou Weber v roce 1897, autorem byl kameník Fabinger z Trutnova. Stojí na křižovatce cest mezi vysokými stromy, zachován je pouze vysoký pískovcový podstavec s nápisem. Na čelní straně dříku má pečlivě vypracovaný reliéf Nejsvětější Trojice, po stranách stojí torza dvou sošek, vlevo Panny Marie a vpravo sv. apoštola Jana. Kříž byl pořízen jako poděkování za úspěšné splacení dluhu a patřil k domu čp. 116. Nápis: „Bůh, víra, ctnost vedou k opravdovému světlu, k věčné blaženosti, ne planá slova, nýbrž skutky šlechtí křesťana u brány věčnosti“.[5]